# Colegio de San Andrés
El Colegio de San Andrés fue una institución fundada en el siglo XVI después de la fundación de San Francisco de Quito con el fin de impulsar la evangelización a partir de las artes. Fue un colegio para caciques que buscó la educación de la nobleza indígena en ese territorio y a partir de su evolución terminó originando lo que se denominaría posteriormente como la Escuela Quiteña de arte. 

## Historia de la institución

### El humanismo franciscano

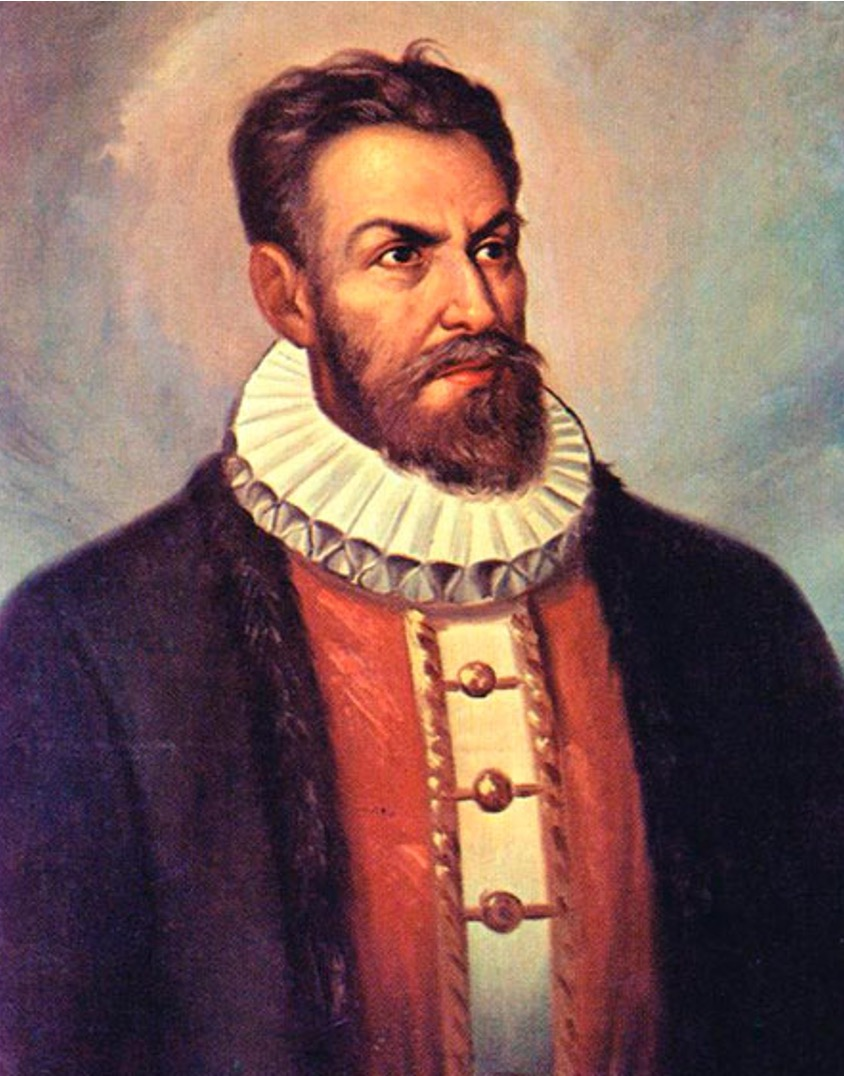
Gil Ramírez Davalos

Nació en el año 1553 cuando fue creado por la orden franciscana, como parte del proyecto general de construcción del convento de San Francisco. En la creación participó el Gobernador de Quito Gil Ramírez Dávalos quien convertiría el antiguo Colegio San Juan Evangelista en el nuevo San Andrés. El trabajo misionero de los franciscanos siguió los patrones que habían sido delineados por el imperio español por lo que pusieron en marcha la creación de un colegio "para hijos de caciques e principales" en la misma línea como había funcionado la escuela San José de Naturales en México, fundada por Pedro de Gante. En San Andrés se educarían miembros de la élite inca quiteña, así como algunos hijos de caciques locales de los señoríos étnicos. La evangelización de esta élite era importante para mantener el control sobre los territorios recién conquistados y evitar alzamientos y revueltas indígenas.
El convento de San Francisco con el Colegio de San Andrés fueron dos proyectos importantes empezados por los franciscanos Jodoco Ricke y Pedro Gosseal, quienes habían sido educados en Gante, y tenían origen flamenco. Anteriormente otro franciscano Marcos de Niza había acompañado en la expedición de conquista de Quito y marcaría el rumbo del humanismo católico americano del siglo XVI con la escritura de una "relación" (documento de reporte oficial español) acerca de la conquista de Quito que incluía la defensa de los indígenas contra los excesos de los conquistadores titulado "De los Grandes Reynos y Grandes Provincias del Perú" que llegó a ser incluido por Bartolomé de las Casas en la "Brevísima relación de la destrucción de las Indias". La misma línea seguirían Ricke y Gosseal, el humanismo renacentista vinculado a la extrema austeridad fruto de las reformas franciscanas de la época. La necesidad de la construcción del Colegio empezaría en 1548 cuando se dieron cuenta de que al monasterio de San Francisco iban a recibir la doctrina "todos los yndios de la comarca desa ciudad" por lo que terminadas las guerras civiles peruanas y estabilizado el proceso colonial, los franciscanos empezaron a hacerse cargo del adorctrinamiento de la élite de los recién conquistados que habían sido identificados como "pueblos de indios ricos y de grandes tractos" que incluía los Caranqui, Otavalo, Latacunga, Paute, Chambo, Sicho y Guano.

### Educación para la élite indígena

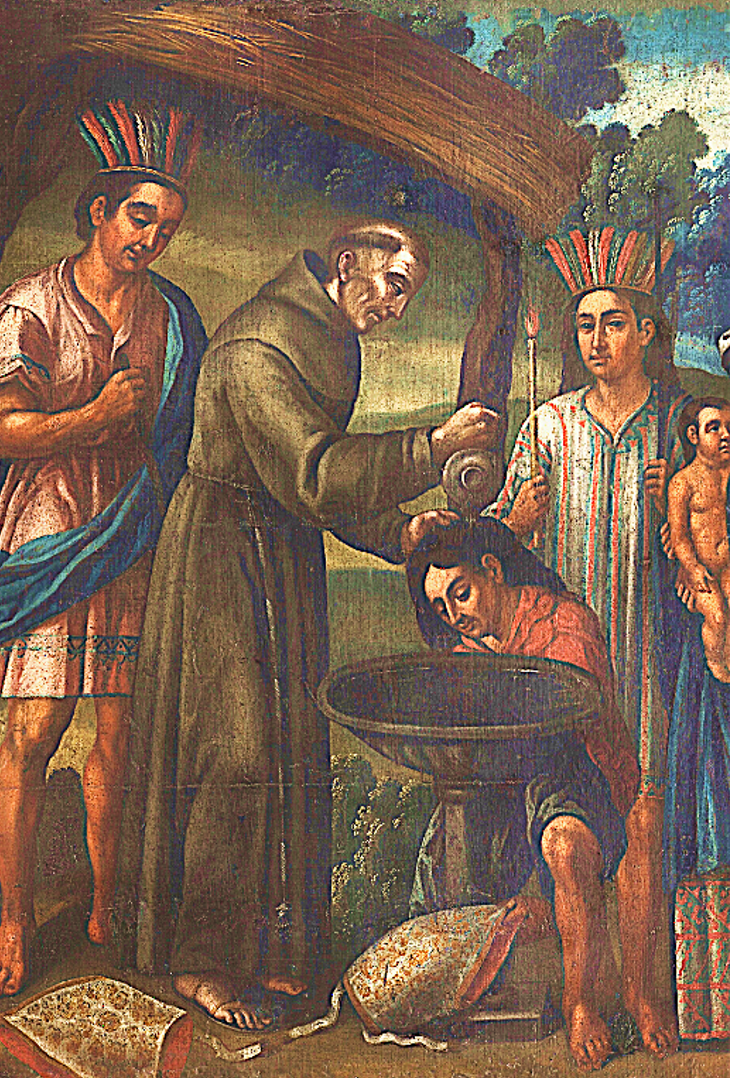
Jodoco Ricke bautizando a los caciques indígenas

La preocupación al inicio giró alrededor de la construcción del monasterio que sería edificado en las "casas de los capitanes más poderosos del Inca" es decir ubicados en el límite entre el Anan y Urin del Quito incaico, donde hacia el sur se encontraba el lugar de la casa de Atahualpa y donde residía su hijo Francisco de Atahualpa, también conocido como "El Auqui". Además vivían allí algunos caciques locales así como mindalaes (mercaderes). De esta forma se llevaría a cabo dos yuxtaposiciones: la primera de los incas sobre la élite cacique de los señoríos, y los españoles sobre la élite inca. Para la persuasión buscaron el arte, especialmente la música, la pintura y la escultura con el fin de contar las historias bíblicas y lograr la evangelización.

Después de la fundación, en 1555 los franciscanos buscaron la provisión y patronato de parte del a Audiencia de Lima (la de Quito aún no había sido fundada), la que mandaba a los funcionarios públicos para el funcionamiento del colegio. Se sustentó con fondos de la caja real y de las asignaciones del virrey del Perú, Andrés Hurtado de Mendoza. Esto fue así hasta la década de los setenta cuando la ayuda fue retirada y su situación se vio comprometida financieramente. La educación impartida aquí al ser dirigida a los hijos de conquistadores y gente principal contrastaba con la educación más bien de carácter manual que recibían otros indígenas y mestizos y que tenía como fin la práctica de las artes y oficios. Esto permitiría educar a costumbre de las monarquías europeas a los nobles descendientes del último Inca, ya que:
no todos los hijos de Atahualpa que cayeron en manos de los españoles en la Provincia de Quito, fueron trasladados al Cuzco. Sabemos con seguridad que dos hijos del Rey fueron adoptados por los padres franciscanos de Quito. De ellos durante su estancia en casa de los Franciscanos, se habla en un apunte de Pinelo del año de 1548 citado por Jiménez de la Espada, así como también en una Real Cédula de Valladolid del 12 de julio de 1566. En este último documento se menciona también a un hijo de Huayna Cápac, residente en el mismo convento. Probablemente se trata de don Mateo Inca Yupanqui, un hermano o medio hermano del Inka Atahualpa, quien en 1577, por ejemplo, era "alguacial Mayor de los Naturales" en Quito.

### El trilingüismo
La educación buscaba tender puentes entre las distintas culturas que estaban conformándose durante los primeros años. Por esta razón se buscaba además de la difusión del castellano con fines más civiles y el latín por su importancia religiosa, enseñar también la "lengua del inga" es decir el quichua para poder de esta manera comunicarse con los indígenas que ahora formaban parte de Quito. Esto ayudó a difundir el quichua entre los caciques que lideraban los demás señoríos étnicos como consta en la Relación anónima de la ciudad de San Francisco de Quito en 1573, ya cuarenta años después de la fundación que:
en los términos de la dicha ciudad son muchas y diversas las lenguas que los naturales hablan; sin embargo, que por la general del Inga se entienden todos excepto los pastuzos ques lengua dificultosa de aprender. La general es buena de aprender, especial habiendo hecho arte de ella.
Esto muestra la influencia de fray Domingo de Santo Tomás quien encargó la creación de la primera Gramática Quechua del Perú. Esto fue el origen del trilinguismo que caracterizaría el sistema educativo en la Audiencia de Quito por las universidades misioneras que se fundarían en el siguiente siglo, y que a su vez rompería con la estricta tradición escolástica que antes que las misiones se enfocaba en la teología. La evangelización a través del quichua buscaba enfrentar el problema llevando "al colegio yndios de diferentes lenguas que ay muchas en este distrito que no se entienden con la lengua general del inga [...] y serviran de intérpretes con los de sus naciones".

### Fundadores y profesores
- Padre Juan Morales, fundador
- Fray Jodoco Ricke, fundador y profesor de escultura, pintura, música y escritura
- Fray Pedro Gosseal, profesor de pintura y escritura
- Jorge de la Cruz Mitima, arquitecto del templo y profesor de labrado de piedra, horneado de ladrillo y construcción general
- Francisco Morocho, arquitecto del templo y profesor de labrado de piedra, horneado de ladrillo y construcción general
- Fraile Francisco Morillo, profesor de gramática, lectura y escritura
- Fraile José de Villalobos, profesor de gramática, lectura y escritura

### Selección de miembros indígenas
Los hijos de caciques fueron centralizados en Quito por razones educativas y sus nombres cristianos como por ejemplo, Meteo o Andrés, sugiere que fueron bautizados. En el aspecto civil eran a veces identificados como ladinos por el notario español, un término administrativo usado libremente que significa que la persona habla castellano y que había sido aculturado. Dentro de las personas importantes que estuvieron relacionados con este colegio se encuentran los siguientes:
- Francisco de Atahualpa, hijo de Atahualpa
- Carlos de Atahualpa, hijo de Atahualpa
- Mateo Ynca Yupanqui, hermano de Atahualpa
- Diego Lobato: hijo de una esposa de Atahualpa, maestro de capilla, sacerdote
- Andrés Sánchez Gallque, pintor y escultor
- Diego Pilamunga, cacique de Santiago de Chimbo hijo de Santiago Pilamunga
- San Rafael de Cumbibamba, cacique importante
- Juan Bermejo: pianista y soprano, intérprete de Francisco Guerrero
- Diego Gutiérrez: flautista y cantante
- Cristóbal de Caranqui: músico y cantante
- Cristóbal de Santamaría: músico
- Pedro Díaz, músico nativo de Tanta
- Juan Mitima, músico nativo de Latacunga e intérprete de sacabuches

### El cierre del Colegio
San Andrés no existió más allá del siglo XVI, debido a la falta de financiamiento fruto de cambios de estrategia de evangelización que buscaban en lugar de la extirpación franciscana, la prohibición iconoclasta de la idolatría, según decisión de Felipe II. Además se considera que el liderazgo de la nobleza indígena fue perdiendo fuerza en las décadas siguientes por lo que su rol colaboracionista también decayó a medida que se logró controlar a la población después de la conquista.

## Legado y memoria

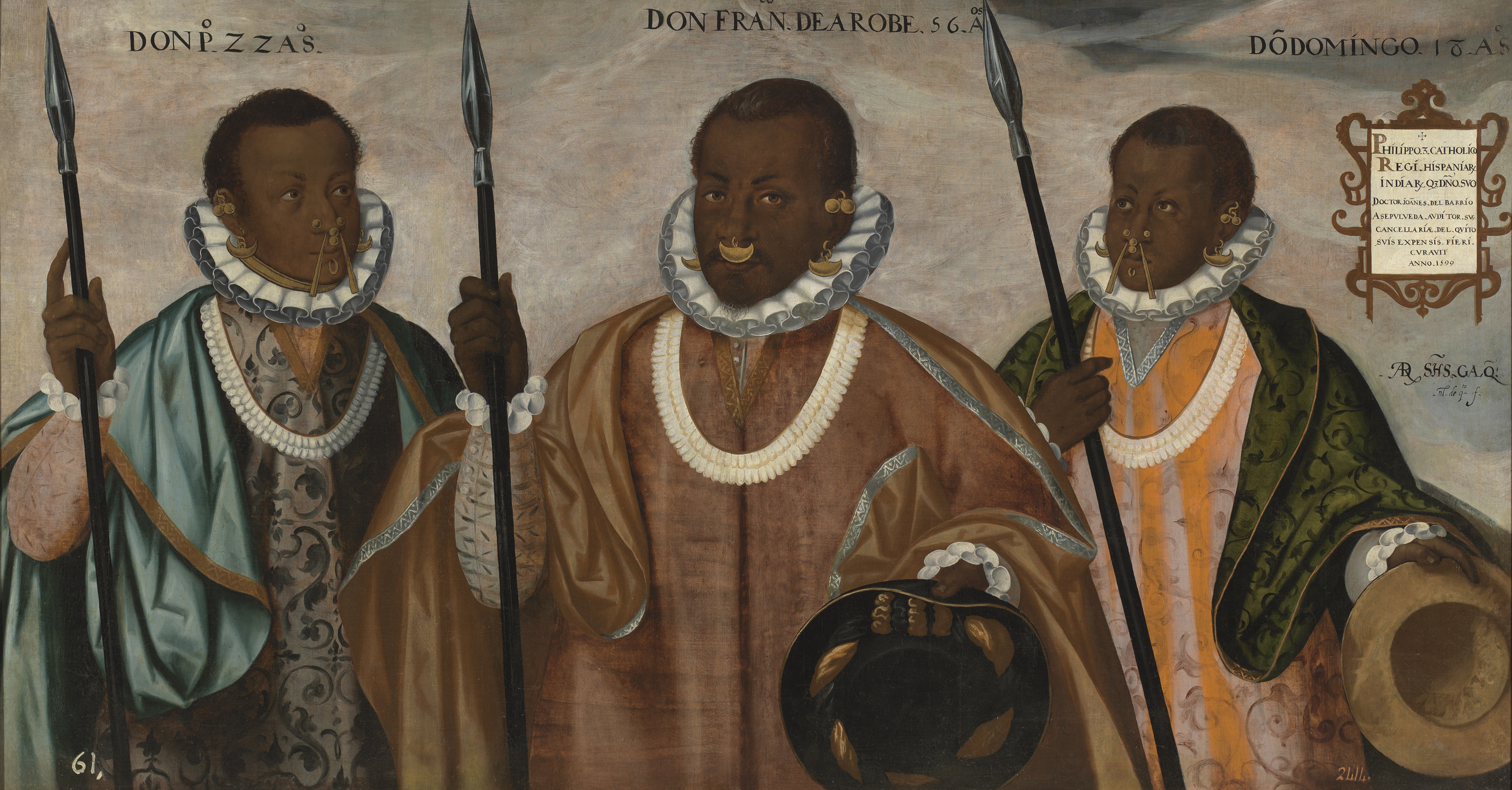
Los mulatos de Esmeraldas

Al Colegio de San Andrés se le considera el origen de la cultura en la Audiencia de Quito por la importancia que tuvo alrededor del desarrollo lingüístico a partir de la enseñanza de idiomas y la catequesis en quichua, también fue donde se originó la famosa escuela quiteña de artes que sería parte importante de la historia de Quito durante los siguientes dos siglos con pintores importantes como Miguel de Santiago, Isabel de Santiago, Manuel de Samaniego, así como escultores importantes como Bernardo de Legarda y José Olmos. Sin embargo todos estos artistas seguían los pasos de Andrés Sánchez Gallque, quien fue el primer pintor en firmar su famoso cuadro titulado "Los mulatos de Esmeraldas" y que sería enviado al rey Felipe III con el fin de reconocer la cofradía de negros que se había formado en Esmeraldas. Además fue dónde se llevó a cabo el mestizaje en Ecuador, debido a la unión entre conquistadores y nobles indígenas que recibirían su educación ahí. Los mestizos tendrían pues el rol de colaboracionistas para ayudar a mantener el orden dentro de los territorios recién conquistados. Diego Lobato, quien fuera educado en este colegio, es considerado como el primer mestizo de Ecuador por su rol importante como traductor, sus sermones en quichua, por ser el primer maestro de capilla y ayudar junto a Francisco de Atahualpa a controlar pequeñas revueltas que se llevaron a cabo durante los primeros años. También su legado sería importante en el indigenismo en Ecuador puesto que personas vinculadas a esta institución escribirían "relaciones" en defensa de los indígenas como fueron Marcos de Niza, Jodoco Ricke y Pedro Bedón. Esto seguiría a lo largo de la historia de la Audiencia con autores como Alonso de la Peña Montenegro, Juan de León Larrea y Miguel de Jijón.